# Hørve Station
Hørve Station er en dansk jernbanestation i Hørve. Den er standsningssted på Odsherredsbanen, der i 1899 blev åbnet mellem Holbæk og Nykøbing Sjælland.

## Historie
I 1918 blev der også åbnet jernbane mellem Hørve og Værslev. Hørve Station havde indtil da kun haft et krydsningsspor og et læssespor, men da den blev jernbaneknudepunkt, blev både stationsbygning og varehus udvidet, og der blev anlagt omløbsspor, opstillingsspor og forbindelsesspor mellem de to baner. 
Lige nord for stationsbygningen fik Værslevbanen en drejeskive, og 400 m mod nord - lige efter banens afgrening fra Odsherredsbanen - blev der bygget en tresporet rundremise med vandtårn og kulgård. Her kunne der foretages udvaskninger og mindre reparationer på lokomotiverne.
Hørve-Værslev Jernbane blev nedlagt i 1956. Varehuset på Hørve Station rummer i dag Odsherreds Trafikmuseum, der blev åbnet i maj 1992.